# Benjamin Eberle
Benjamin Eberle (* 3. März 1963) ist ein ehemaliger liechtensteinischer Skilangläufer.

## Biografie
Benjamin Eberle kam bei den Nordischen Junioren-Skiweltmeisterschaften 1981 in Schonach auf den 58. Platz über 15 km und auf den 14. Rang mit der Staffel. Bei den Nordischen Skiweltmeisterschaften 1985 in Seefeld in Tirol lief er auf den 65. Platz über 15 km und auf den 59. Rang über 30 km und bei den Nordischen Skiweltmeisterschaften 1987  in Oberstdorf auf den 49. Platz über 15 km klassisch. Im folgenden Jahr startete er bei den Olympischen Winterspielen in Calgary über 15 und 30 Kilometer. Über 15 Kilometer belegte er den 50. und über 30 Kilometer den 47. Rang.